# Air (berg- och dalbana)
Galactica (före detta Air) är en berg- och dalbana i den brittiska nöjesparken Alton Towers. Air är en stålbana och passagerarna hänger under rälsen med ryggen mot banan, vilket ger en flygande känsla för passagerarna. För att förstärka känslan av flygande är banan byggd nära marken, i närheten av träd och gångbanor.